# Кабанка (гора)
Каба́нка (Тупая) — останцовая магматическая (палеовулканическая) гора в Пятигорье, на Кавказских Минеральных Водах. Высота 767 м. Памятник природы.
Расположена в 1,5 км к юго-западу от города Железноводска, на территории городского округа Железноводск, в 400 м от горы Острая. Представляет собой живописную скальную гряду размером 150×350 м, вытянутую на северо-восток и сложенную бештаунитами, сбоку напоминающую лежащего кабана. Имеет вид ступени с пологим южным и отвесными западным, северным и восточным склонами, разбитыми расселинами и трещинами, с плоской вершиной (с чем в том числе связано одно из названий горы — Тупая).

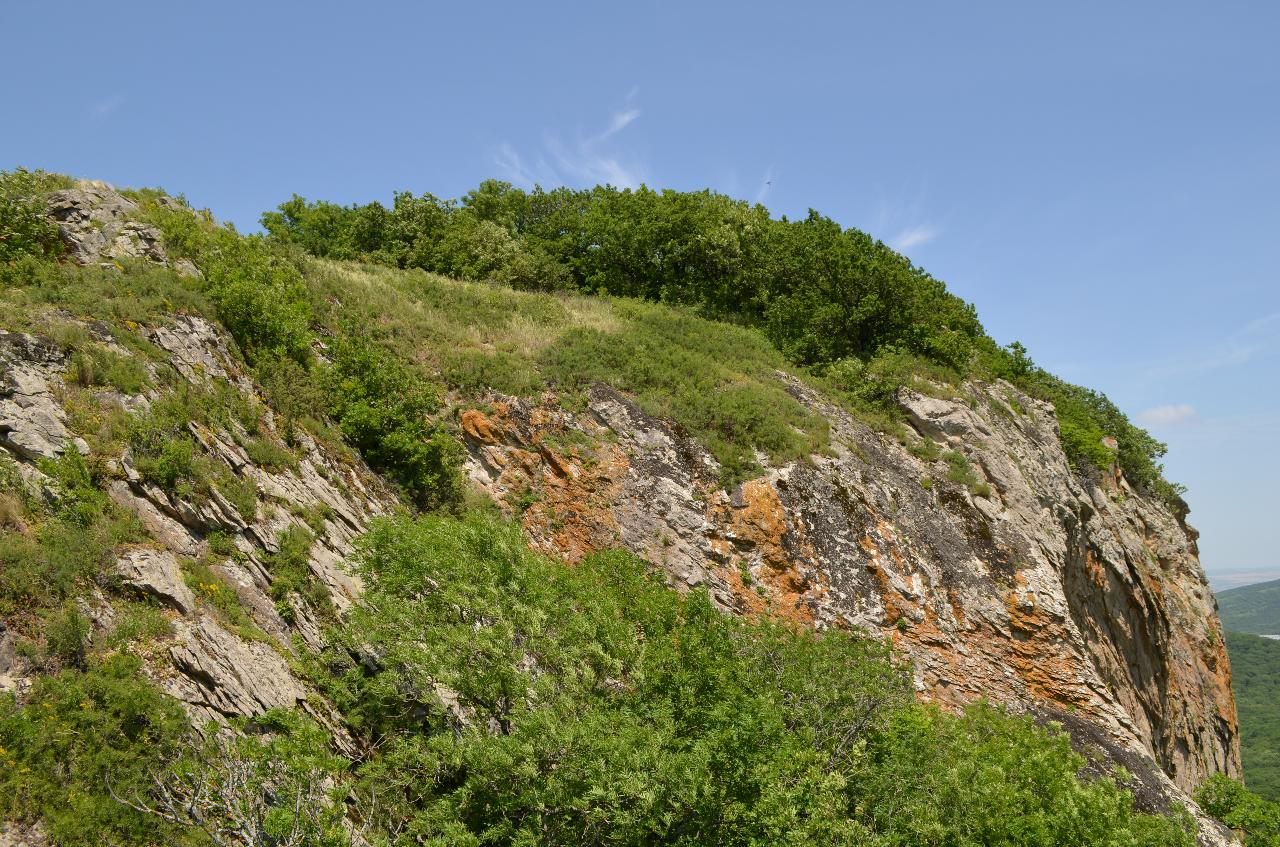
Вид на Кабанку с юго-востока

Склоны покрыты широколиственным лесом, входящим в Бештаугорский лесной массив.
На Кабанке имеются остатки древних поселений III—IV вв. до н. э.
Гора является краевым геологическим памятником природы (Постановление бюро Ставропольского краевого комитета КПСС и исполкома краевого Совета депутатов трудящихся от 15.09.1961 г. № 676 «О мерах по охране природы в крае»).